# Euphonia jamaica
Euphonia jamaica là một loài chim trong họ Fringillidae.